# Polypodium amorphum
Polypodium amorphum là một loài thực vật có mạch trong họ Polypodiaceae. Loài này được Suksd. miêu tả khoa học đầu tiên năm 1927.

## Hình ảnh

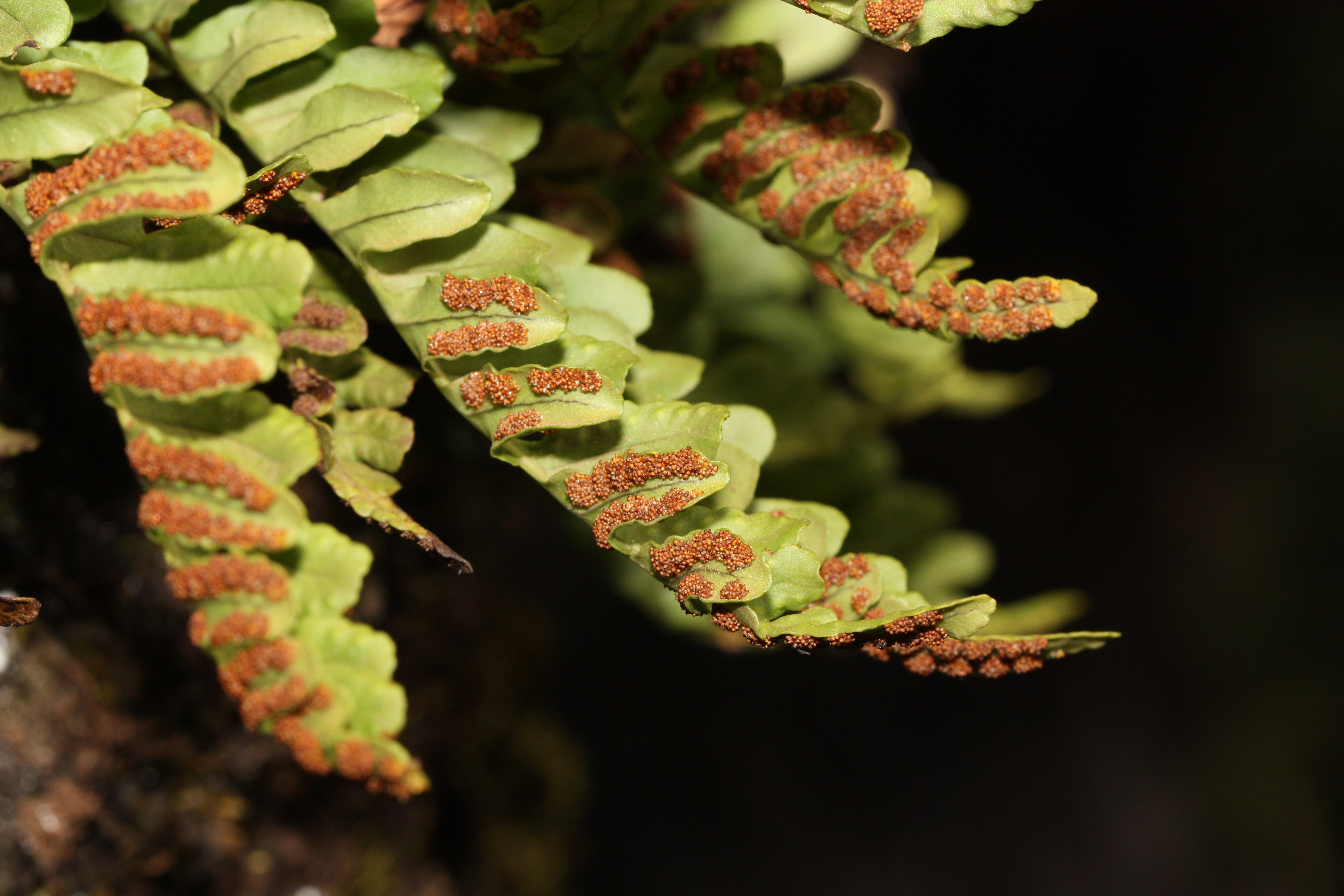
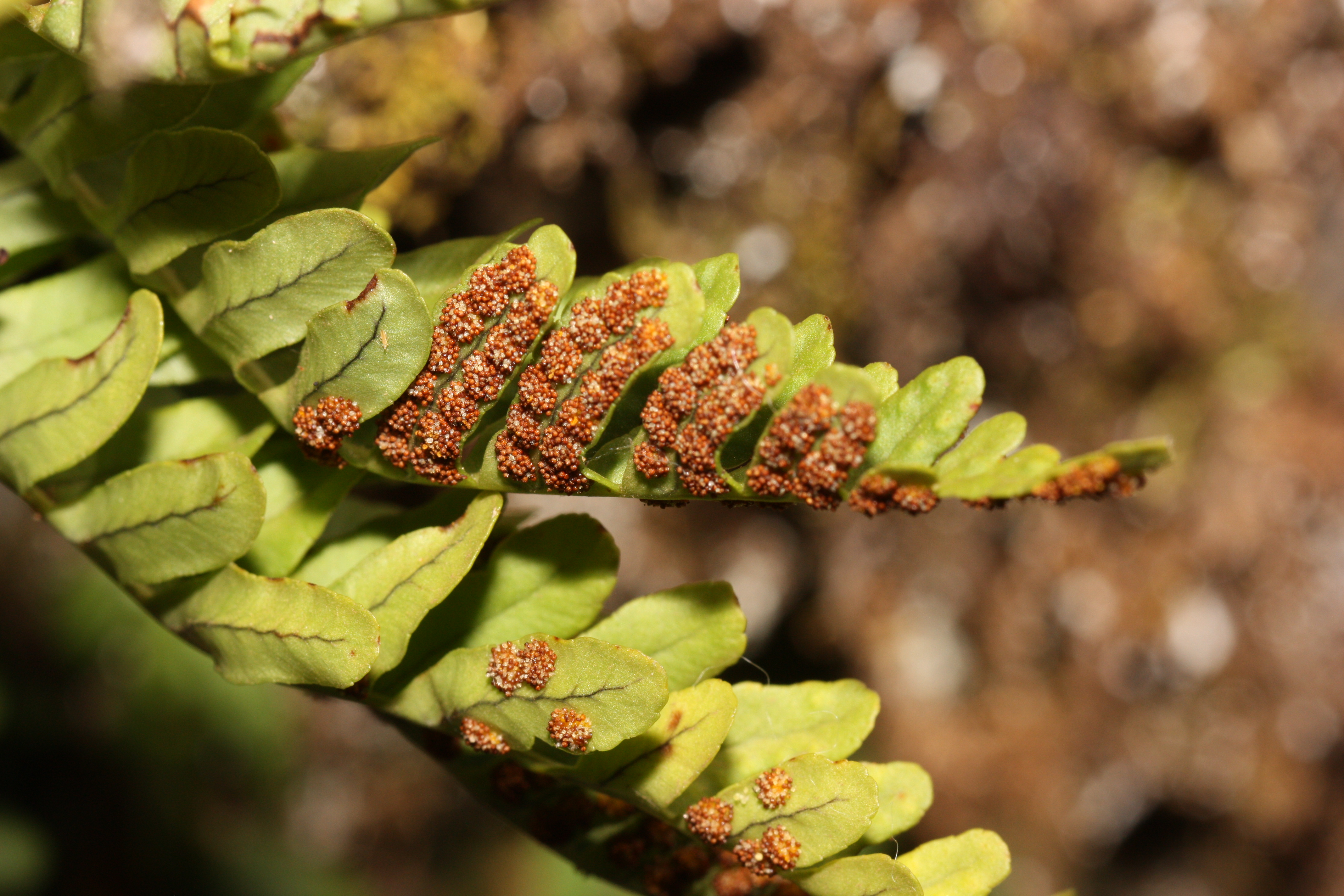
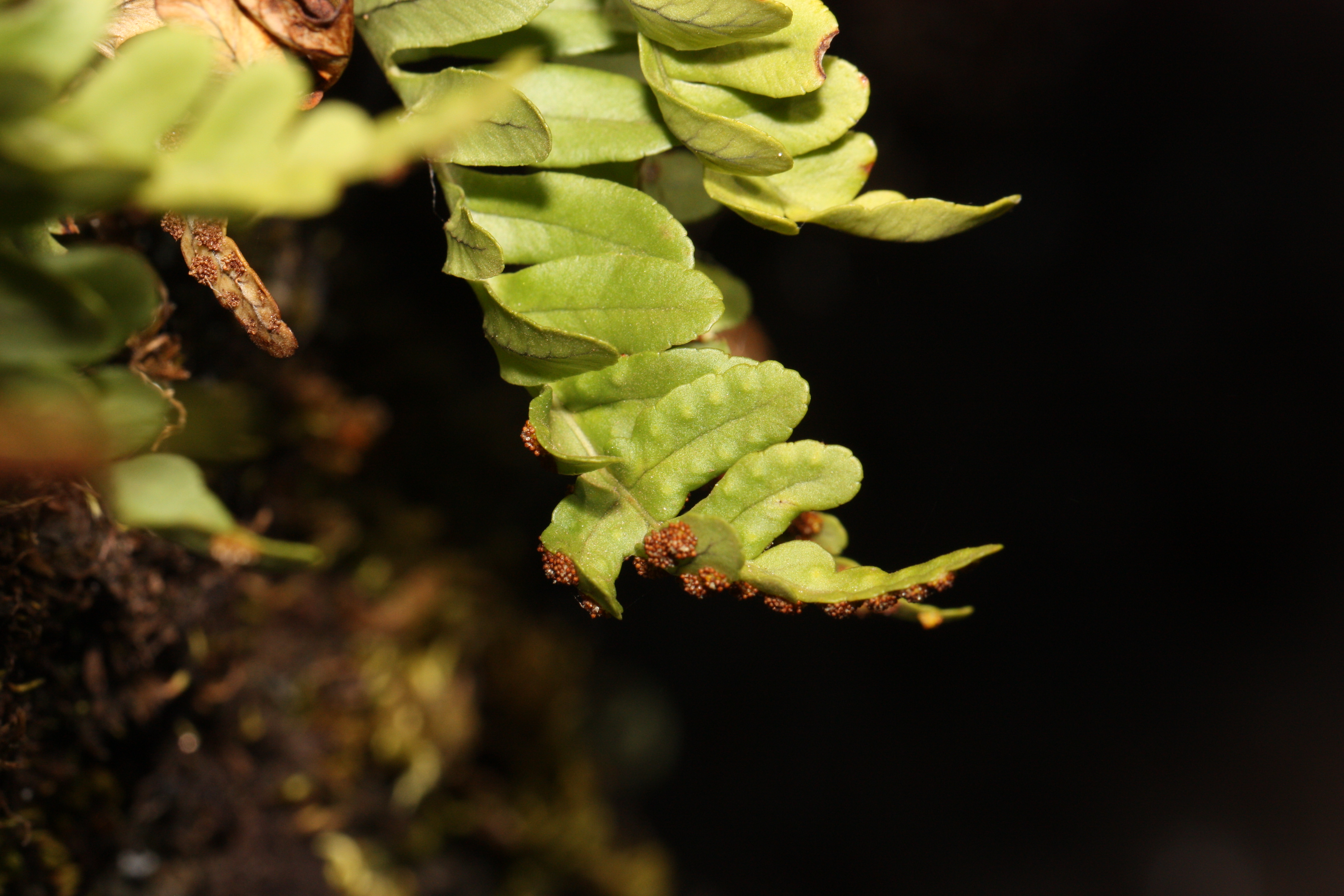
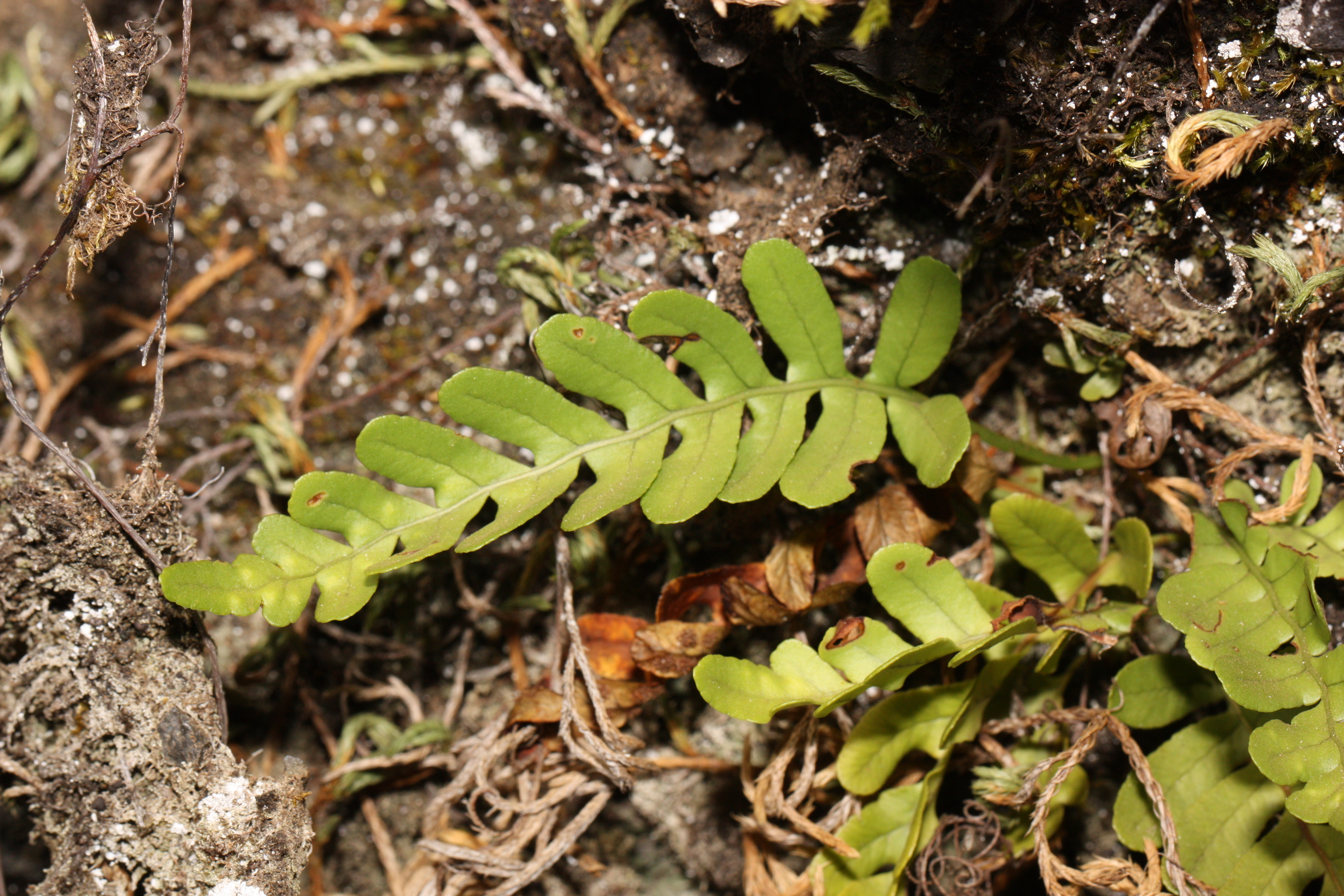